# Lindquistomyces antarcticus
Lindquistomyces antarcticus är en svampart som först beskrevs av Speg., och fick sitt nu gällande namn av Aramb., E. Müll. & Gamundí 1982. Lindquistomyces antarcticus ingår i släktet Lindquistomyces, ordningen kolkärnsvampar, klassen Sordariomycetes, divisionen sporsäcksvampar och riket svampar.   Inga underarter finns listade i Catalogue of Life.